# Goniosoma geniculatum
Goniosoma geniculatum is een hooiwagen uit de familie Gonyleptidae.